# Bitwa pod Dubienką (1792)

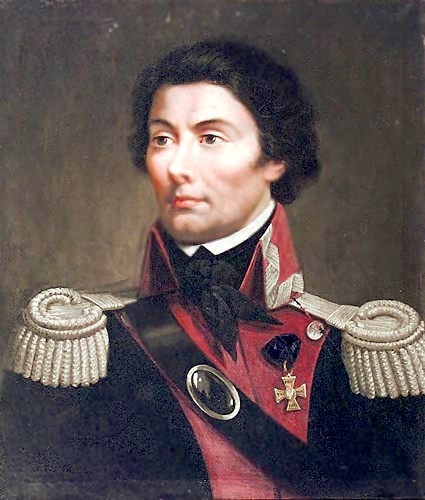
Tadeusz Kościuszko jako generał lejtnant wojsk koronnych w czasie wojny polsko-rosyjskiej 1792

Bitwa pod Dubienką miała miejsce 18 lipca 1792 w czasie wojny polsko-rosyjskiej. 
Pięciotysięczny korpus generała Tadeusza Kościuszki, wyposażony w 24 działa, starł się z liczącym 25 tys. żołnierzy korpusem rosyjskim pod wodzą generała Michaiła Kachowskiego.

## Przygotowania
Cofający się z Wołynia książę Józef Poniatowski (ok. 25 tys. żołnierzy i 42 działa polowe) przeprawił się przez Bug i 8 lipca zatrzymał się w Dubience. Tutaj otrzymał rozkaz obrony linii Bugu od Dubienki do Włodawy. Poniatowski postanowił bronić przeprawy stosując kordonowy system obronny i w tym celu rozciągnął wzdłuż brzegów rzeki własną dywizję oraz dywizję M. Wielhorskiego. Jedynie Tadeusz Kościuszko trzymał swą dywizję skoncentrowaną pod Dubienką na trzykilometrowym froncie między wsiami Wola Habowa a Uchańka. Dysponował on 5300 żołnierzami, w tym 7 batalionami piechoty i 32 szwadronami jazdy oraz 24 działami. Oddziały piechoty to: po dwa bataliony regimentów 3, 5 i 12 oraz jeden batalion z 13 regimentu. Stany zarówno batalionów piechoty, jak i brygad kawalerii narodowej Lubowidzkiego i Biernackiego oraz jednego pułku przedniej straży były niekompletne
Kościuszko, orientując się w przewadze liczebnej przeciwnika, postanowił nie atakować, lecz przyjąć bitwę obronną i w tym celu zajął dla swych wojsk pozycję, która górowała nad okolicami. Znajdowała się ona na północ od Dubienki między Bugiem a granicą austriacką. Jedyną wadą tej pozycji było to, że prawe skrzydło chronił jedynie las i kordon graniczny. Żołnierze przystąpili do budowy fortyfikacji polowych według planu Kościuszki. Przed frontem dywizji wzniesiono trzy baterie. W pierwszej linii stanęła piechota w sile 7 baonów. W drugiej linii znalazł się pułk jazdy i dwie brygady kawalerii narodowej. Znajdujący się przed prawym skrzydłem las obsadzony został strzelcami.
Rosyjski generał M. Kachowski 17 lipca przeprawił się pod Dubienką przez Bug, a 18 lipca wysłał korpusy A. Lewanidowa i A. Tormasowa, by swymi demonstracyjnymi działaniami uniemożliwili Poniatowskiemu i Wielhorskiemu wzmocnienie sił Kościuszki. Sam Kachowski natomiast z korpusami M. Kutuzowa-Goleniszczewa i I. Dunina (25 000 żołnierzy i 108 dział, w tym 56 polowych) zamierzał rozbić Kościuszkę i w ten sposób wyjść na tyły armii koronnej.

## Bitwa
O godzinie 15:00 Rosjanie ruszyli w kierunku pozycji Kościuszki. Na prawym skrzydle ustawił się korpus Dunina, natomiast korpus Kutuzowa zajął lewe skrzydło. W pierwszej linii armii rosyjskiej było 18 baonów piechoty, natomiast druga linia złożona była z 15 pułków jazdy (w tym z 7 kozackich). Po przygotowaniu artyleryjskim o godzinie 17:30 Kachowski rzucił piechotę pierwszego rzutu do frontalnego ataku na umocnione pozycje Kościuszki. Atak rosyjskiej piechoty został odparty przez polską piechotę i artylerię z dużymi stratami atakujących. Jednak rosyjski wódz nie zraził się tym i jeszcze kilka razy próbował czołowego natarcia, które za każdym razem kończyło się podobnie jak pierwszy atak. Nieudane ataki czołowe i związane z nimi ciężkie straty skłoniły w końcu Kachowskiego do próby oskrzydlenia Kościuszki od strony granicy austriackiej. W tym celu Kachowski wysłał 2 pułki jegrów konnych pod wodzą Palmenbacha, który przekroczył granicę z Austrią, obszedł pod osłoną lasu polskie pozycje, a następnie uderzył na tyły prawego skrzydła Kościuszki. Podczas ataku na polską baterię Palmenbach poległ. Wkrótce potem na jegrów uderzył stojący w drugiej linii 1 pułk straży przedniej, którym dowodził Krzysztof Karwicki. Jegrzy zostali rozbici i zepchnięci na pobliskie bagna. Prowadzone w tym samym czasie czołowe natarcie piechoty rosyjskiej także się załamało.
Pomimo odnoszonych sukcesów ogólna sytuacja dywizji Kościuszki stawała się coraz trudniejsza. Wówczas wydał on rozkaz do odwrotu. Ściągając działa z pozycji piechota polska w czworobokach zaczęła się wycofywać w stronę lasu, odpierając dalsze ataki przeciwnika. Gdy około godziny 18 J. Grochowski wycofał się spod miasta Husynne, doprowadziło to do odcięcia jedynej drogi, którą mogły dotrzeć posiłki.
Popłoch, który wybuchł w brygadzie kawalerii Biernackiego i spowodował jej ucieczkę z pola walki, osłabił poważnie siły dywizji. Uciekająca kawaleria narodowa porwała ze sobą usiłującego zatrzymać ją Kościuszkę, który jednak szybko zdołał wrócić do swej dywizji. Zapadający zmrok oraz wzrastający napór przeważających sił przeciwnika, który zdołał opanować kilka umocnień i przystąpił do uderzenia na leżącą na lewym skrzydle wojsk polskich Uchańkę, skłonił Kościuszkę do wydania około godziny 21 rozkazu do odwrotu. Dywizja ruszyła w pełnym porządku przez Roztokę do Kumowa, docierając na koniec do Chełma. W bitwie Polacy stracili 900 żołnierzy i 6 dział, w tym 3 polowe. Rosjanie stracili około 4000 żołnierzy.

## Znaczenie
Przełamanie obrony pod Dubienką zagroziło nowym oskrzydleniem całości sił polskich nad Bugiem. Rozpoczęły one odwrót w kierunku Wisły, gdzie zamierzano stawić dalszy opór wsparty przez wojska z głębi kraju. Przejście króla na stronę konfederacji targowickiej i rozkaz zaprzestania walki przekreśliły te plany. Kraj został opanowany przez wojska interwentów.
W czasie bitwy Polacy skutecznie przeciwstawili się czterokrotnie liczniejszej armii, zadając Rosjanom znaczne straty, przy dużo mniejszych stratach własnych. Później wycofali się w uporządkowanym szyku. Sukces zawdzięczali  fortyfikacjom polowym, mistrzem wznoszenia których był sam Kościuszko (co zdążył już wcześniej udowodnić, fortyfikując w USA m.in. West Point). 
26 sierpnia 1792 roku w uznaniu za tę bitwę w wojnie o obronę swobód konstytucyjnych Kościuszko został obdarzony tytułem honorowego obywatela Francji.